# Penneven
Pennevenner er personer, som ofte skriver til hinanden – f.eks. via breve.

## Formål
En pennevens forhold er ofte anvendt til øve sig i at skrive og læse et fremmedsprog, til at opøve læsefærdighed og skrivefærdighed, til at lære om andre lande og livsstile og få nye venskaber. Ligesom med alle venskaber i livet, kan nogle mennesker kun forblive venner i kort tid, mens andre fortsætter med at udveksle breve og gaver livet ud. Nogle pennevenner aftaler at mødes ansigt til ansigt som kan lede til mere seriøse forhold – endda ægteskab. 
Pennevenner er i alle aldersgrupper, nationaliteter og kulturer. Mennesker kan opsøge nye pennevenner med udgangspunkt i deres egen aldersgruppe, et specifikt arbejde, hobby – eller vælge nogen som er helt forskellig fra dem selv for at få ny viden om verden omkring dem.